# 미니 안덴
미니 안덴(Mini Andén, 1978년 6월 7일 ~ )은 스웨덴의 배우 및 모델이다.

## 출연 작품
- 오션스 트웰브 (2004)
- 프라임 러브 (2005)
- 트로픽 썬더 (2008)
- 마이 베프 걸 (2008)
- G-포스: 기니피그 특공대 (2009)
- 메카닉 (2011)

### 텔레비전
- 패션 하우스 (2006, Fashion House)
- Dirt (2007)
- 척 (2007, 2010, 2011)
- 마이 보이즈 (2008-09, My Boys)